# Ris Axelina
Lovisa Kristina Axelina Lundberg ('Ris Axelina'), född Larsson den 1 april 1873 i Kungsåra socken, död 24 april 1948 i Kvarnsveden, Dalarna, var en svensk botare och klok gumma. 
Axelina var känd för sin läkekonst och hade kunder från hela landet, men hon tog endast en blygsam betalning för sina behandlingar. Hon skrev recept, som ska ha expedierats så sent som 1938. Hon ska ha haft en förmåga att känna vilken sjukdom en människa hade, men accepterade endast kunder som trodde på hennes förmåga.
Smeknamnet Ris Axelina hade hon fått eftersom hon gav kurer mot engelska sjukan, eller "riset" som det ofta kallades. Hon hade resandebakgrund och härstammade bland annat från glasförare vid Johannisholms glasbruk i Venjan. Axelina hade förmodligen fått mycket kunskap genom sin mor Kristina Lovisa Pettersson, 'Ris gumman' (född 14 maj 1852 i Jättendals socken, död 12 augusti 1914 i Hagalund, Stora Tuna socken), som också var känd som en klok gumma. Axelina hade fått ärva sin "klarsyn" efter modern.
Efter hennes död uppkallades en gata efter henne, Ris-Axelinas gata i Kvarnsveden. Hon var även verksam inom kooperationen och kvinnorörelsen och var gift två gånger.